# Oskars Melbārdis
Oskars Melbārdis (16. februar 1988 i Valmiera i Lettiske SSR) er en lettisk bobslædekører, der har konkurreret i sportsgrenen siden 2006. Han vandt sammen med Daumants Dreiškens, Intars Dambis og Jānis Miņins en bronzemedalje i firemands-bobslæde under VM i bobslæde og skeleton 2009 i Lake Placid.